# Pyrausta chrysitis
Pyrausta chrysitis là một loài bướm đêm trong họ Crambidae.